# Giải thưởng Điện ảnh Rồng Xanh cho nữ diễn viên chính xuất sắc nhất
Giải Điện ảnh Rồng Xanh cho Nữ diễn viên chính xuất sắc nhất là một trong những giải thưởng được trao hàng năm tại Lễ trao giải Điện ảnh Rồng Xanh của Sports Chosun, thường được tổ chức vào dịp cuối năm.

## Chiến thắng và đề cử

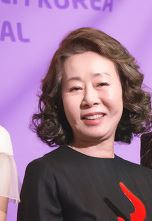
Youn Yuh-jung đoạt giải nhờ vai diễn trong phim Woman of Fire

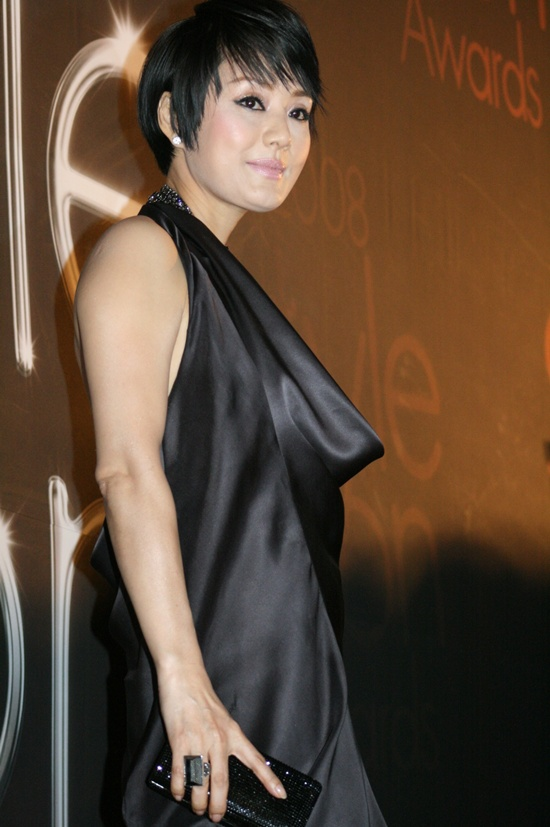
Chang Mi-hee đoạt giải nhờ vai diễn trong phim Death Song

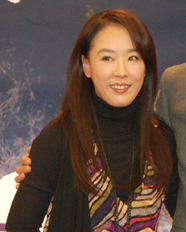
Kang Soo-yeon đoạt giải nhờ vai diễn trong phim Road to the Racetrack

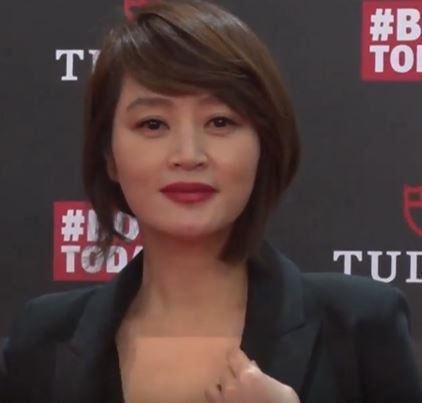
Kim Hye-soo has the most wins in this category for her roles in First Love, Dr. Bong and Tazza: The High Rollers

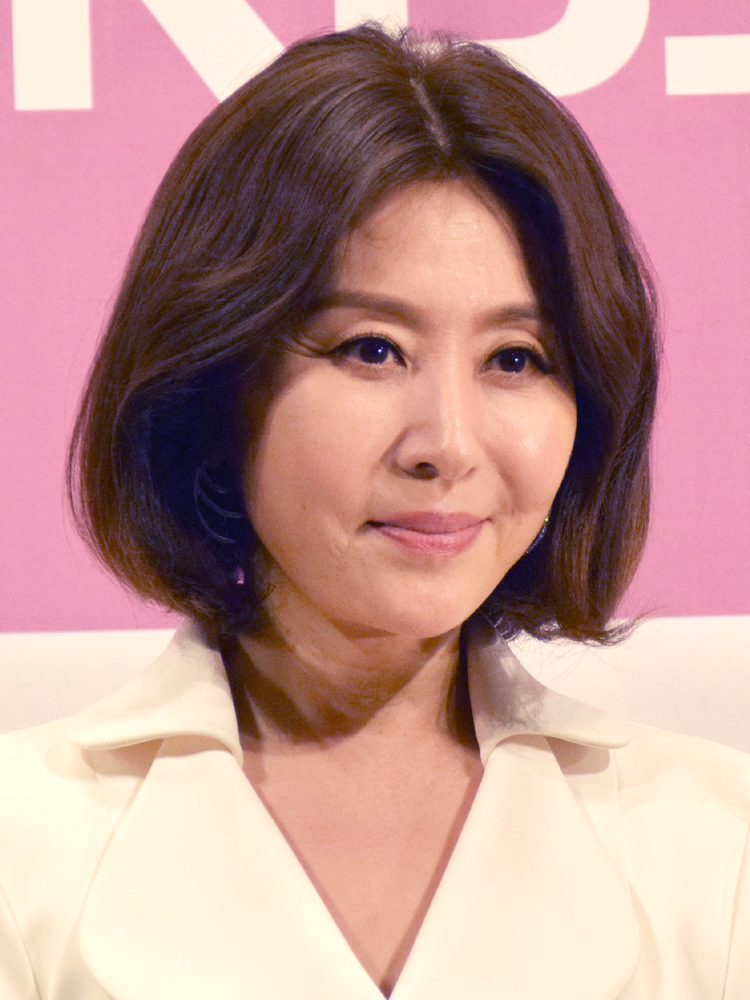
Choi Myung-gil đoạt giải nhờ vai diễn trong phim Rosy Life

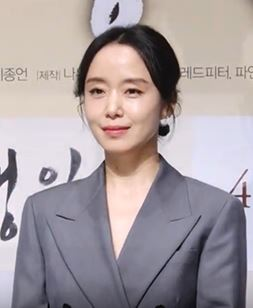
Jeon Do-yeon đoạt giải nhờ vai diễn trong phim The Harmonium in My Memory, và Secret Sunshine

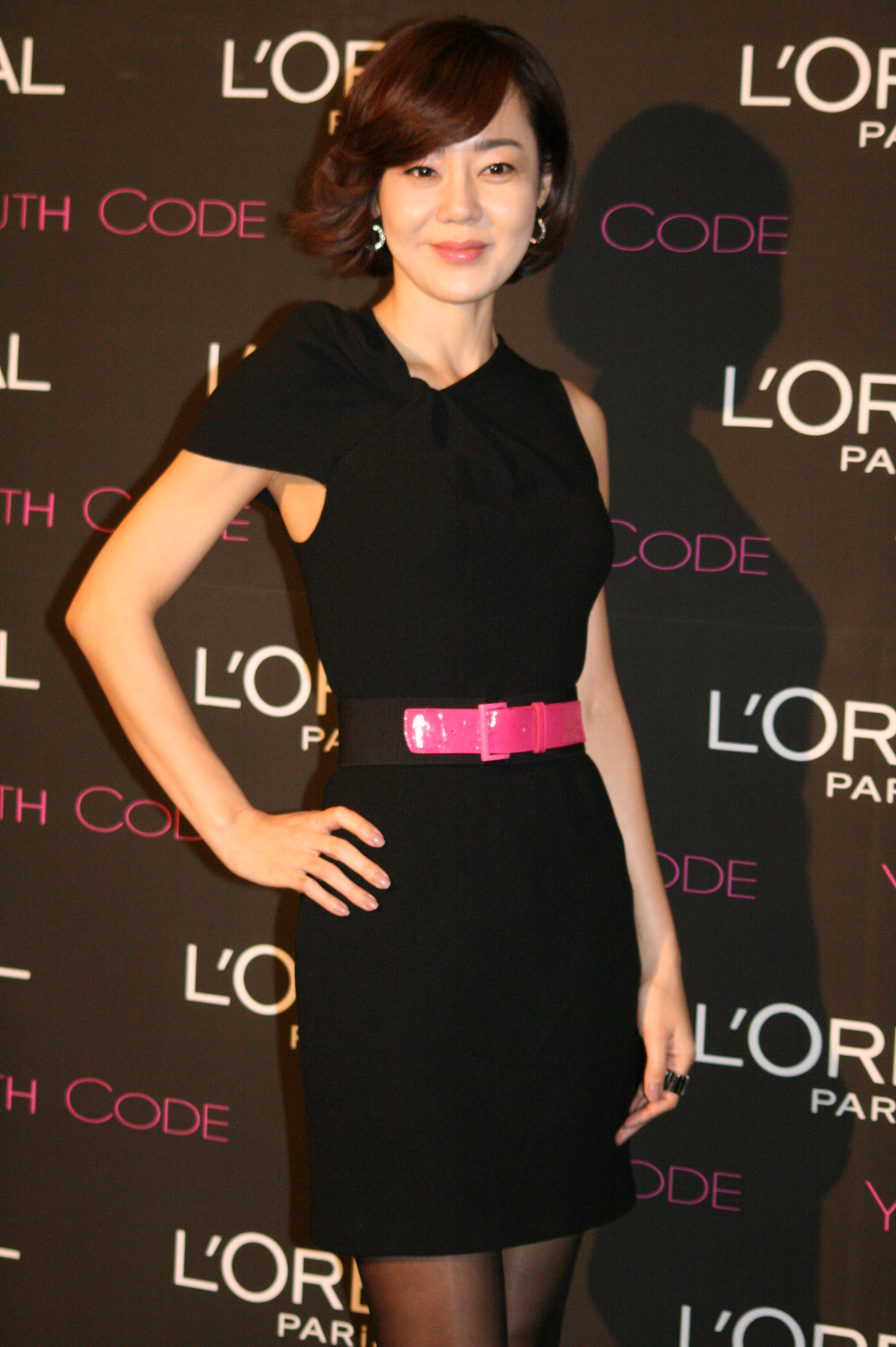
Yunjin Kim đoạt giải nhờ vai diễn trong phim Ardor

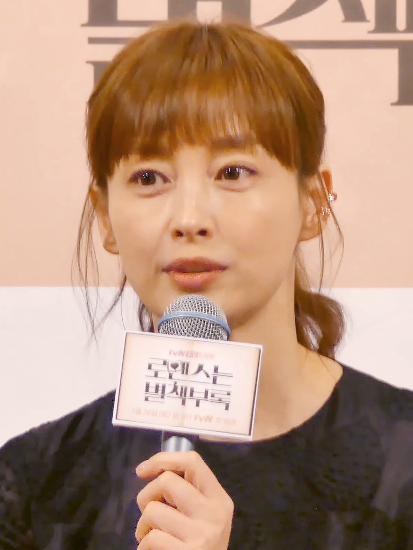
Lee Na-young đoạt giải nhờ vai diễn trong phim Someone Special

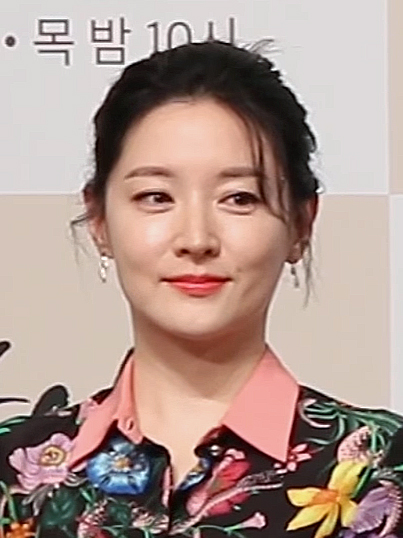
Lee Young-ae đoạt giải nhờ vai diễn trong phim Sympathy for Lady Vengeance

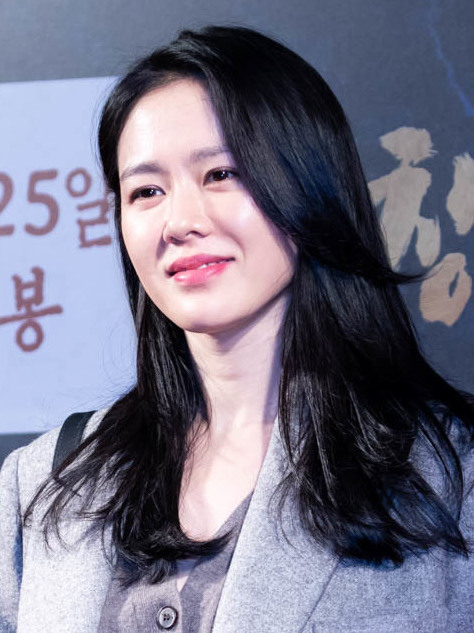
Son Ye-jin đoạt giải nhờ vai diễn trong phim My Wife Got Married

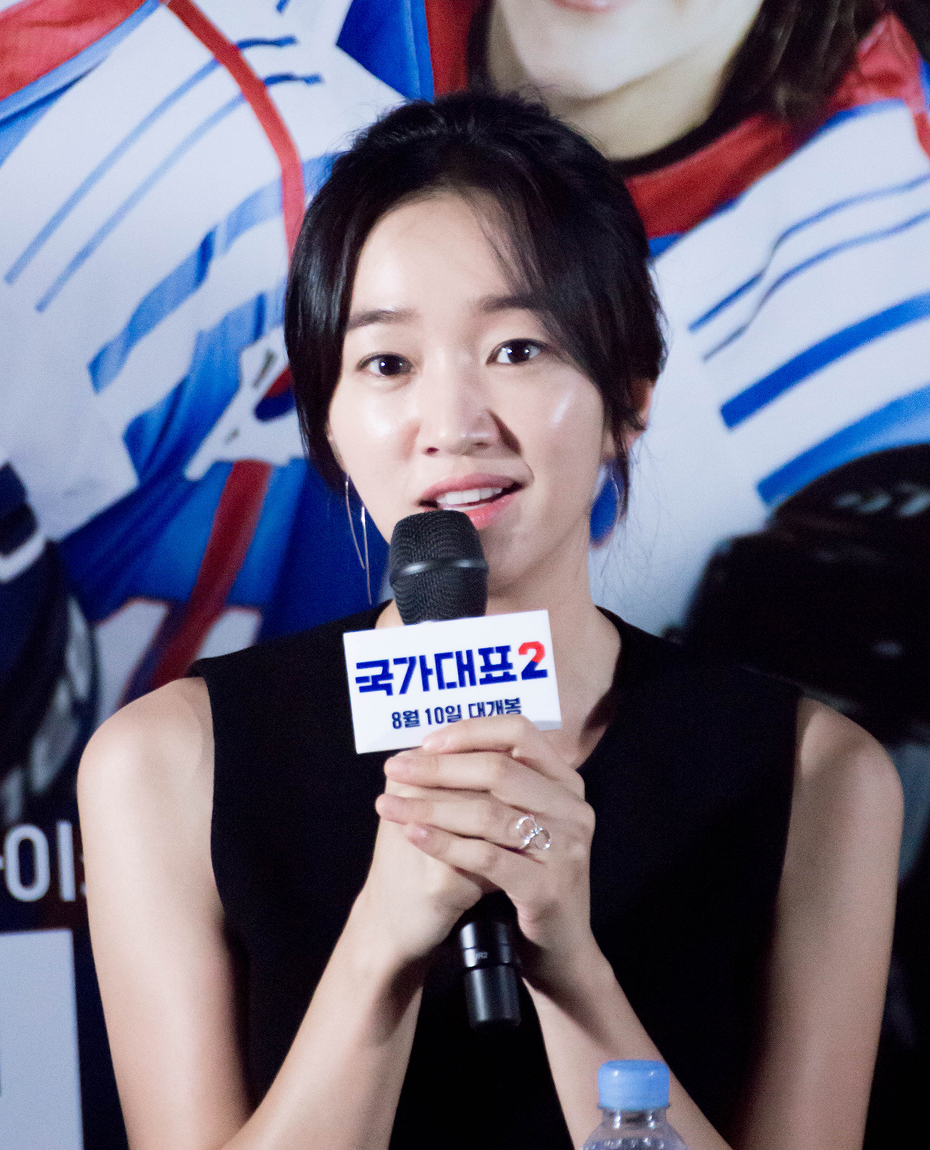
Soo Ae đoạt giải nhờ vai diễn trong phim Midnight FM

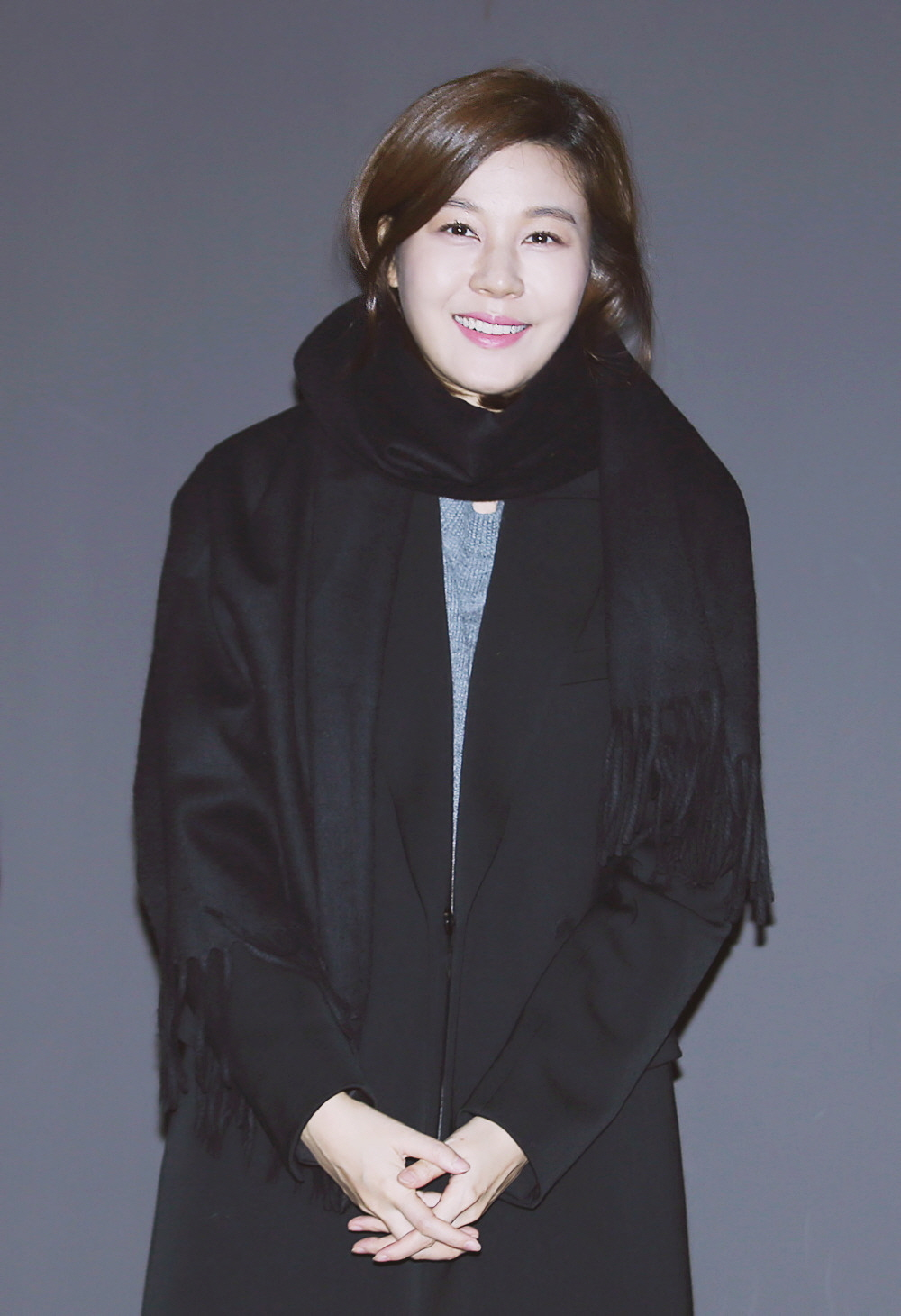
Kim Ha-neul đoạt giải nhờ vai diễn trong phim Blind

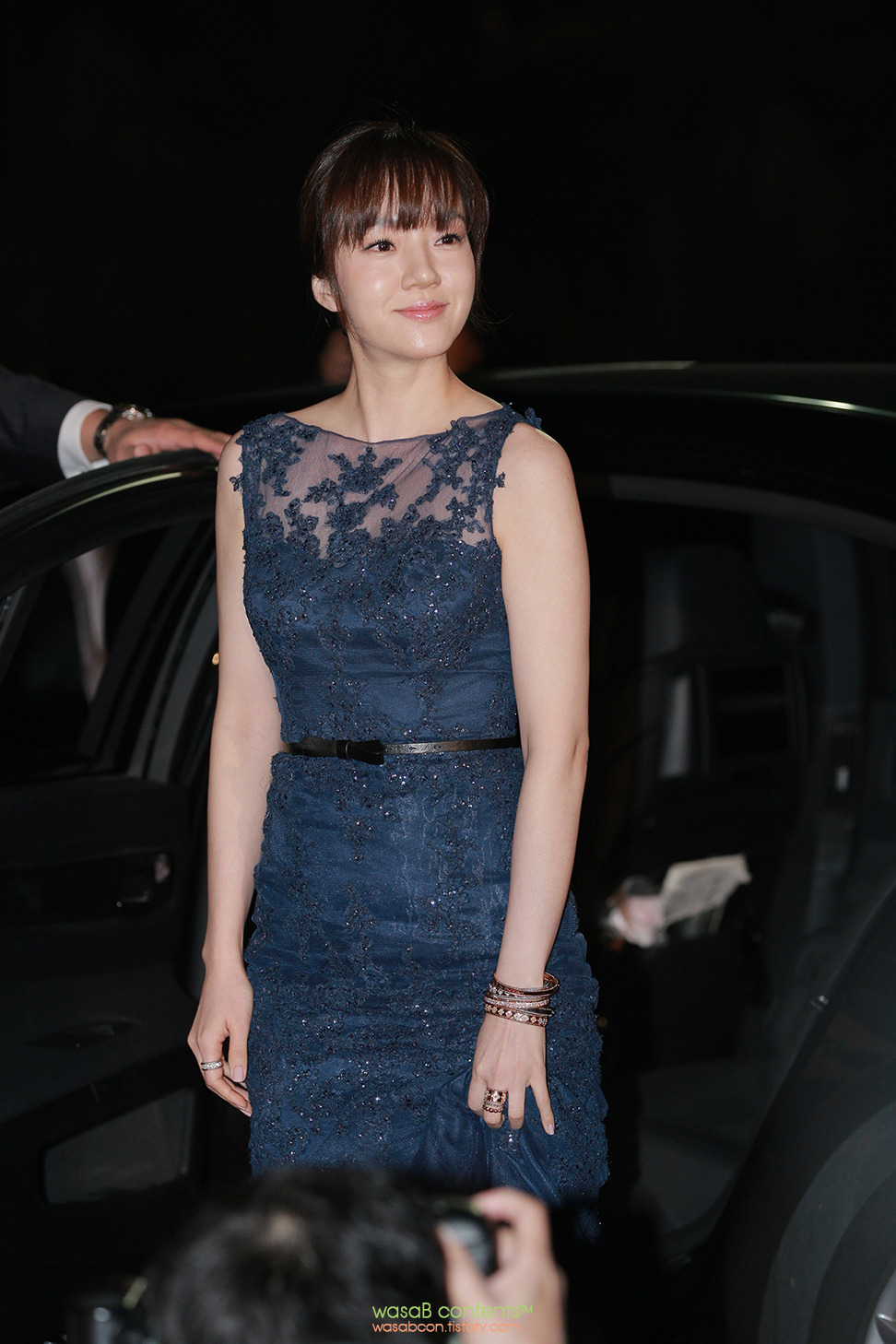
Im Soo-jung đoạt giải nhờ vai diễn trong phim All About My Wife

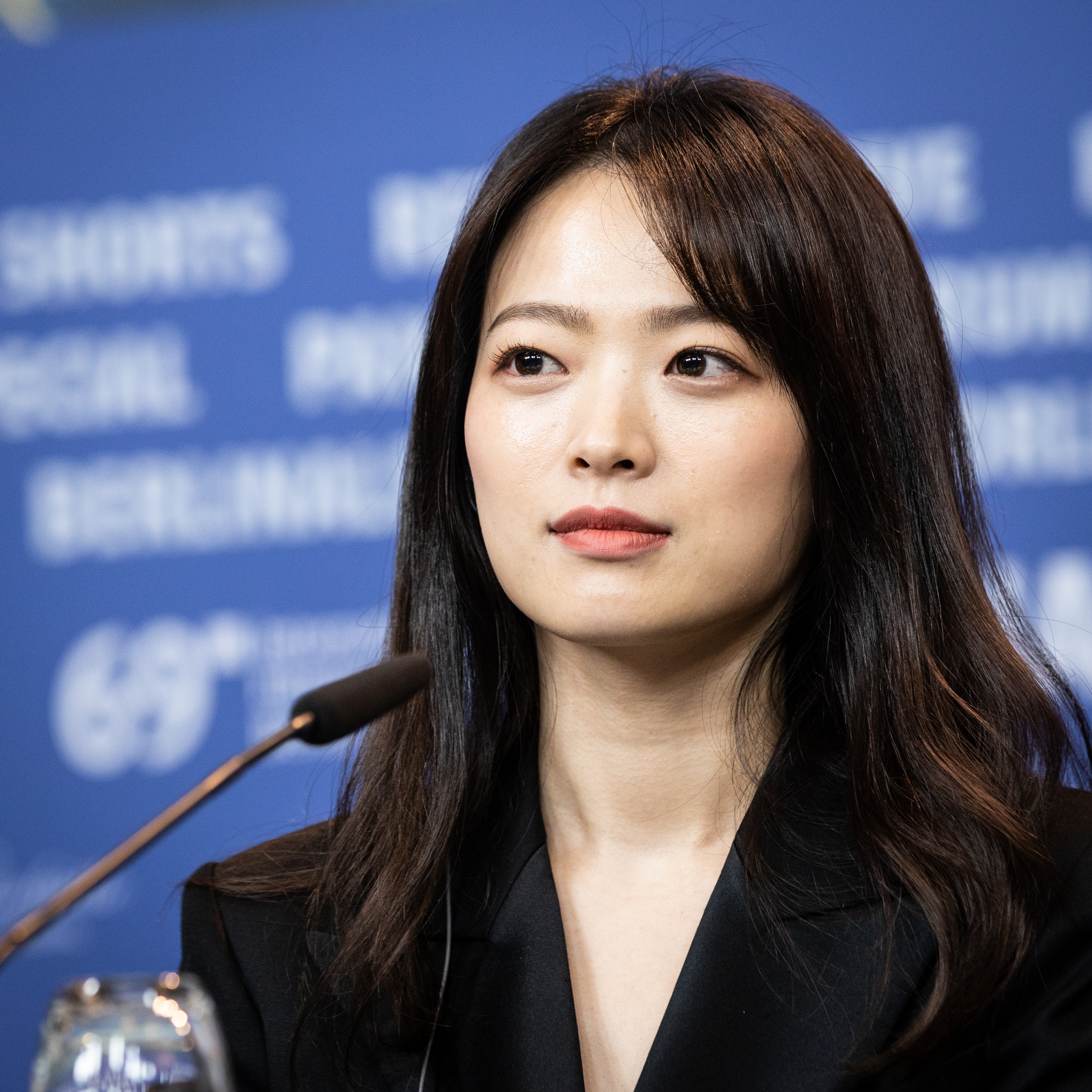
Chun Woo-hee đoạt giải nhờ vai diễn trong phim Han Gong-ju

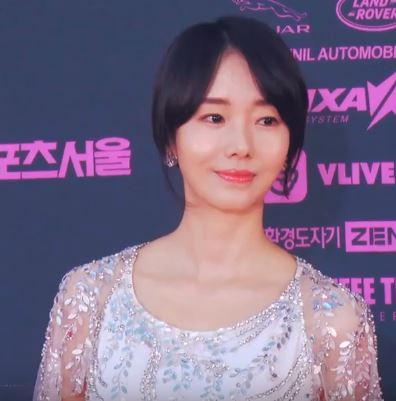
Lee Jung-hyun đoạt giải nhờ vai diễn trong phim Alice in Earnestland

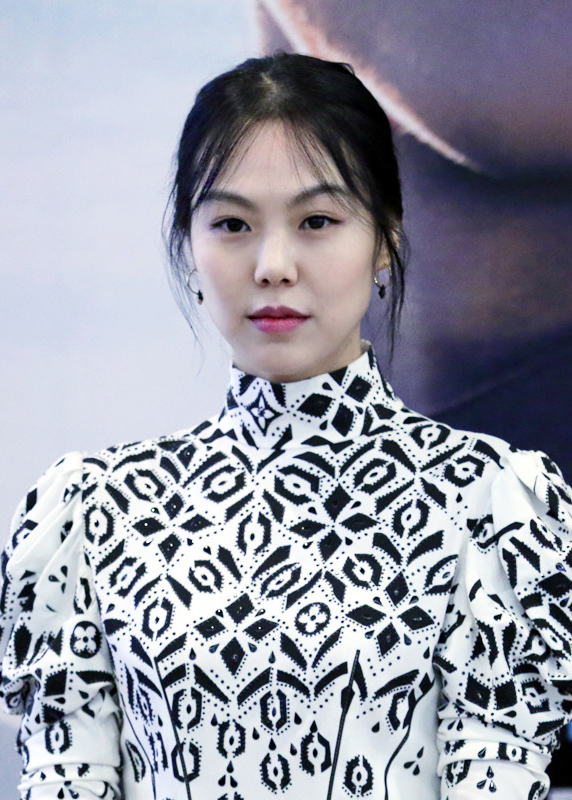
Kim Min-hee đoạt giải nhờ vai diễn trong phim The Handmaiden

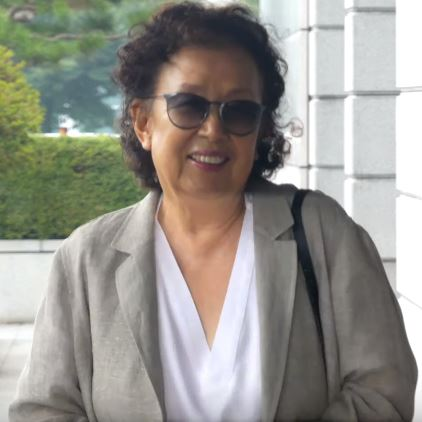
Na Moon-hee đoạt giải nhờ vai diễn trong phim Tiếng Anh là chuyện nhỏ

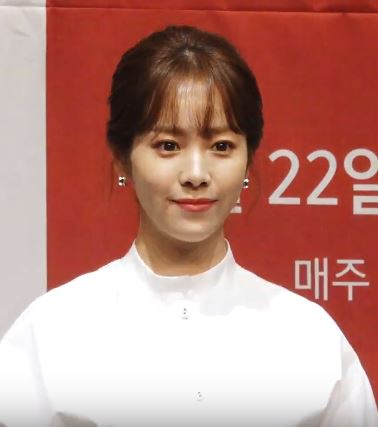
Han Ji-min đoạt giải nhờ vai diễn trong phim Miss Baek

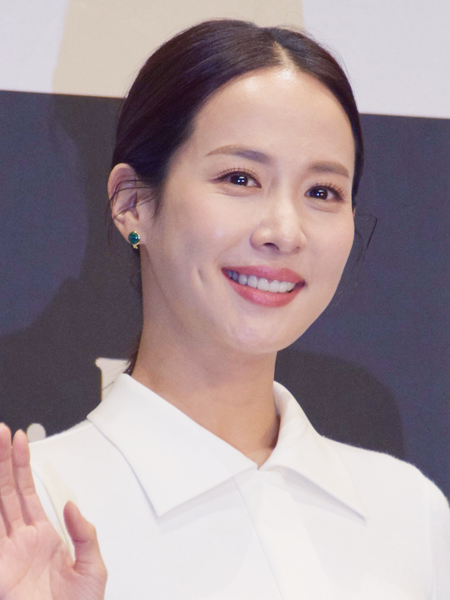
Cho Yeo-jeong đoạt giải nhờ vai diễn trong phim Ký sinh trùng

| ‡ | Người chiến thắng |

| Năm         | Người Chiến Thắng | Phim                               | Tựa Tiếng Hàn                   | Vai Diễn                        |
| ----------- | ----------------- | ---------------------------------- | ------------------------------- | ------------------------------- |
| 1960s       |                   |                                    |                                 |                                 |
| 1963 (1st)  | Hwang Jung-seun ‡ | Bloodline                          | 혈맥                            | Bok-soong's mother              |
| 1964 (2nd)  | Moon Jung-suk ‡   | Never Look Back                    | 돌아보지 마라                   |                                 |
| 1965 (3rd)  | Um Aing-ran ‡     | Beautiful Eye Pupil                | 아름다운 눈동자                 |                                 |
| 1966 (4th)  | Moon Jung-suk ‡   | Market                             | 시장                            |                                 |
| 1967 (5th)  | Ju Jeung-ryu ‡    | Flame in the Valley                | 산불                            |                                 |
| 1969 (6th)  | Nam Jeong-im ‡    | Bun-nyeo                           | 분녀                            |                                 |
| 1970s       |                   |                                    |                                 |                                 |
| 1970 (7th)  | Kim Ji-mee ‡      | Your Name Is Women                 | 너의 이름은 여자                |                                 |
| 1971 (8th)  | Youn Yuh-jung ‡   | Woman of Fire                      | 화녀                            | Myeong-ja                       |
| 1972 (9th)  | Yoon Jeong-hee ‡  | Mischievous Milady                 | 석화촌                          |                                 |
| 1973 (10th) | Yoon Jeong-hee ‡  | Nocturne                           | 효녀 심청                       |                                 |
| 1990s       |                   |                                    |                                 |                                 |
| 1990 (11th) | Won Mi-kyung ‡    | Only Because You Are a Woman       | 단지 그대가 여자라는 이유만으로 | Lim Jung-hee                    |
| 1990 (11th) | Kang Soo-yeon     | All That Falls Has Wings           | 추락하는 것은 날개가 있다       |                                 |
| 1990 (11th) | Choi Myung-gil    | The Lovers of Woomook-baemi        | 우묵배미의 사랑                 | Gong-ryae                       |
| 1990 (11th) | Hwang Shin-hye    | The Woman Who Walks on Water       | 물위를 걷는 여자                | Nan-hee                         |
| 1991 (12th) | Chang Mi-hee ‡    | Death Song                         | 사의 찬미                       | Yun Sim-deok                    |
| 1991 (12th) | Lee Hye-sook      | Silver Stallion                    | 은마는 오지 않는다              | Eon-rae                         |
| 1991 (12th) | Lee Hye-young     | Fly High Run Far                   | 개벽                            |                                 |
| 1991 (12th) | Choi Jin-sil      | Susanne Brink's Arirang            | 수잔 브링크의 아리랑            | Susanne                         |
| 1991 (12th) | Hwang Shin-hye    | Seoul Evita                        | 서울, 에비타                    | Lee Sun-Young                   |
| 1992 (13th) | Kang Soo-yeon ‡   | Road to the Racetrack              | 경마장 가는 길                  | J                               |
| 1992 (13th) | Lee Hye-sook      | Kim's War                          | 김의 전쟁                       |                                 |
| 1992 (13th) | Bae Jong-ok       | Walking Up to Heaven               | 걸어서 하늘까지                 | Ji-suk                          |
| 1992 (13th) | Choi Jin-sil      | A Room in the Woods                | 숲속의 방                       | So Yang                         |
| 1993 (14th) | Kim Hye-soo ‡     | First Love                         | 첫사랑                          | Park Young-shin                 |
| 1993 (14th) | Kang Soo-yeon     | Blue In You                        | 그대 안의 블루                  | Yu-rim                          |
| 1993 (14th) | Kim Hee-ae        | The 101st Proposition              | 101번째 프로포즈                | Jung-won                        |
| 1993 (14th) | Park Sun-young    | A Different Kind of Man            | 가슴 달린 남자                  | Kim Hye-seon                    |
| 1993 (14th) | Oh Jung-hae       | Seopyeonje                         | 서편제                          | Song-hwa                        |
| 1994 (15th) | Choi Myung-gil ‡  | Rosy Life                          | 장미빛 인생                     | Madam                           |
| 1994 (15th) | Shim Hye-jin      | Out To The World                   | 세상 밖으로                     | Hye-jin                         |
| 1994 (15th) | Choi Jin-sil      | I Wish For What Is Forbidden To Me | 나는 소망한다 내게 금지된 것을  | Kang Min‑ju                     |
| 1994 (15th) | Kang Soo-yeon     | Rosy Days                          | 장미의 나날                     | Jae‑hee                         |
| 1994 (15th) | Jung Sun-kyung    | To You From Me                     | 너에게 나를 보낸다              | Woman                           |
| 1995 (16th) | Kim Hye-soo ‡     | Dr. Bong                           | 닥터 봉                         | Hwang Yeo-shin                  |
| 1995 (16th) | Bang Eun-jin ‡    | 301, 302                           | 301 302                         | Song-hee                        |
| 1995 (16th) | Kang Soo-yeon     | Go Alone Like Musso's Horn         | 무소의 뿔처럼 혼자서 가라       | Hye‑wan                         |
| 1995 (16th) | Jung Sun-kyung    | A Hot Roof                         | 개같은 날의 오후                | Jang Yun‑hee                    |
| 1995 (16th) | Choi Jin-sil      | How to Top My Wife                 | 마누라 죽이기                   | Jang So-young                   |
| 1996 (17th) | Shim Hye-jin ‡    | The Adventures of Mrs. Park        | 박봉곤 가출사건                 | Park Bong-gon                   |
| 1996 (17th) | Kang Soo-yeon     | Their Last Love Affair             | 지독한 사랑                     | Young-hee                       |
| 1996 (17th) | Lee Seung-yeon    | Piano Man                          | 피아노 맨                       | Detective Mi-ran                |
| 1996 (17th) | Jung Sun-kyung    | Trio                               | 3인조                           | Maria                           |
| 1996 (17th) | Shim Eun-ha       | Born to Kill                       | 본 투 킬                        | Soo-ha                          |
| 1997 (18th) | Shin Eun-kyung ‡  | Downfall                           | 창                              | Eun-young                       |
| 1997 (18th) | Kang Soo-yeon     | Deep Blue                          | 깊은 슬픔                       | Oh Eun-seo                      |
| 1997 (18th) | Shim Hye-jin      | Green Fish                         | 초록물고기                      | Mi-ae                           |
| 1997 (18th) | Choi Jin-sil      | Ghost Mamma                        | 고스트 맘마                     | In-ju                           |
| 1997 (18th) | Jeon Do-yeon      | The Contact                        | 접속                            | Soo-hyeon                       |
| 1998 (19th) | Shim Eun-ha ‡     | Christmas in August                | 8월의 크리스마스                | Da-rim                          |
| 1998 (19th) | Shim Hye-jin      | Bedroom And Courtroom              | 생과부 위자료 청구 소송         | Journalist                      |
| 1998 (19th) | Lee Mi-sook       | An Affair                          | 정사                            | Seo-hyun                        |
| 1998 (19th) | Jeon Do-yeon      | A Promise                          | 약속                            | Chae Hee-ju                     |
| 1998 (19th) | Choi Jin-sil      | The Letter                         | 편지                            | Jung-in                         |
| 1999 (20th) | Jeon Do-yeon ‡    | The Harmonium in My Memory         | 내 마음의 풍금                  | Yun Hong-yeon                   |
| 1999 (20th) | Kang Soo-yeon     | Rainbow Trout                      | 송어                            | Jung-hwa                        |
| 1999 (20th) | Ko So-young       | Love                               | 러브                            | Jenny                           |
| 1999 (20th) | Shin Eun-kyung    | The Ring Virus                     | 링                              | Hong Sun-joo                    |
| 1999 (20th) | Shim Eun-ha       | Tell Me Something                  | 텔 미 썸딩                      | Chae Soo-yeon                   |
| 2000s       |                   |                                    |                                 |                                 |
| 2000 (21st) | Lee Mi-yeon ‡     | Pisces                             | 파도                            | Ae-ryun                         |
| 2000 (21st) | Kim Ha-neul       | Ditto                              | 동감                            | Yoon So-eun                     |
| 2000 (21st) | Shim Eun-ha       | Interview                          | 인터뷰                          | Lee Young-hee                   |
| 2000 (21st) | Lee Young-ae      | Joint Security Area                | 공동경비구역 JSA                | Maj. Sophie E. Jean             |
| 2000 (21st) | Jeon Do-yeon      | Happy End                          | 해피엔드                        | Choi Bo-ra                      |
| 2001 (22nd) | Jang Jin-young ‡  | Sorum                              | 소름                            | Sun-yeong                       |
| 2001 (22nd) | Kim Hee-sun       | Wanee & Junah                      | 와니와 준하                     | Wa-ni                           |
| 2001 (22nd) | Lee Mi-yeon       | Indian Summer                      | 인디안 썸머                     | Lee Shin-young                  |
| 2001 (22nd) | Lee Young-ae      | One Fine Spring Day                | 봄날은 간다                     | Eun-soo                         |
| 2001 (22nd) | Jeon Do-yeon      | I Wish I Had a Wife                | 나도 아내가 있었으면 좋겠다     | Won-ju                          |
| 2001 (22nd) | Jun Ji-hyun       | My Sassy Girl                      | 엽기적인 그녀                   | The Girl                        |
| 2002 (23rd) | Kim Yoon-jin ‡    | Ardor                              | 밀애                            | Mi-heun                         |
| 2002 (23rd) | Bae Doona         | Sympathy for Mr. Vengeance         | 복수는 나의 것                  | Cha Yeong-mi                    |
| 2002 (23rd) | Lee Mi-yeon       | Addicted                           | 중독                            | Heo Eun-soo                     |
| 2002 (23rd) | Lee Eun-ju        | Lovers' Concerto                   | 연애소설                        | Kim Gyung-hee/Soo-in            |
| 2002 (23rd) | Jeon Do-yeon      | No Blood No Tears                  | 피도 눈물도 없이                | Soo-jin                         |
| 2002 (23rd) | Ha Ji-won         | Phone                              | 폰                              | Ji-won                          |
| 2003 (24th) | Jang Jin-young ‡  | Singles                            | 싱글즈                          | Na-nan                          |
| 2003 (24th) | Kim Sun-a         | The Greatest Expectation           | 위대한 유산                     | Mi-young                        |
| 2003 (24th) | Kim Ha-neul       | My Tutor Friend                    | 동갑내기 과외하기               | Choi Su-wan                     |
| 2003 (24th) | Moon So-ri        | A Good Lawyer's Wife               | 바람난 가족                     | Eun Ho-jeong                    |
| 2003 (24th) | Jeon Do-yeon      | Untold Scandal                     | 스캔들 - 조선남녀상열지사       | Lady Jeong                      |
| 2003 (24th) | Lee Mi-sook       | Untold Scandal                     | 스캔들 - 조선남녀상열지사       | Lady Cho                        |
| 2004 (25th) | Lee Na-young ‡    | Someone Special                    | 아는 여자                       | Han Yi-yeon                     |
| 2004 (25th) | Kim Hye-soo       | Hypnotized                         | 얼굴없는 미녀                   | Ji-su                           |
| 2004 (25th) | Lee Eun-ju        | The Scarlet Letter                 | 주홍글씨                        | Choi Ga-hee                     |
| 2004 (25th) | Jeon Do-yeon      | My Mother, the Mermaid             | 인어 공주                       | Na-young                        |
| 2004 (25th) | Kim Ha-neul       | Too Beautiful to Lie               | 그녀를 믿지 마세요              | Joo Yeong-ju                    |
| 2005 (26th) | Lee Young-ae ‡    | Người đẹp báo thù                  | 친절한 금자씨                   | Lee Geum-ja                     |
| 2005 (26th) | Jeon Do-yeon      | You Are My Sunshine                | 너는 내 운명                    | Eun-ha                          |
| 2005 (26th) | Kang Hye-jung     | Rules of Dating                    | 연애의 목적                     | Choi Hong                       |
| 2005 (26th) | Kim Jung-eun      | Blossom Again                      | 사랑니                          | Cho In-young                    |
| 2005 (26th) | Son Ye-jin        | April Snow                         | 외출                            | Seo-young                       |
| 2006 (27th) | Kim Hye-soo ‡     | Canh bạc nghiệt ngã                | 타짜                            | Madam Jeong                     |
| 2006 (27th) | Choi Kang-hee     | My Scary Girl                      | 달콤, 살벌한 연인               | Lee Mi-na                       |
| 2006 (27th) | Im Soo-jung       | Lump Sugar                         | 각설탕                          | Kim Shi-eun                     |
| 2006 (27th) | Jang Jin-young    | Between Love and Hate              | 연애, 그 참을 수 없는 가벼움    | Yeon-ah                         |
| 2006 (27th) | Lee Na-young      | Maundy Thursday                    | 우리들의 행복한 시간            | Moon Yu-jeong                   |
| 2006 (27th) | Uhm Jung-hwa      | For Horowitz                       | 호로비츠를 위하여               | Kim Ji-soo                      |
| 2007 (28th) | Jeon Do-yeon ‡    | Ánh dương bí mật                   | 밀양                            | Lee Shin-ae                     |
| 2007 (28th) | Im Soo-jung       | Happiness                          | 행복                            | Eun-hee                         |
| 2007 (28th) | Kim Ah-joong      | 200 Pounds Beauty                  | 미녀는 괴로워                   | Kang Han-na / Jenny             |
| 2007 (28th) | Lee Yo-won        | May 18                             | 화려한 휴가                     | Park Shin-ae                    |
| 2007 (28th) | Song Hye-kyo      | Hwang Jin-yi                       | 황진이                          | Hwang Jin-yi                    |
| 2008 (29th) | Son Ye-jin ‡      | Vợ tôi đã kết hôn                  | 아내가 결혼했다                 | Joo In-ah                       |
| 2008 (29th) | Gong Hyo-jin      | Crush and Blush                    | 미쓰 홍당무                     | Yang Mi-sook                    |
| 2008 (29th) | Kim Yoon-jin      | Seven Days                         | 세븐 데이즈                     | Yoo Ji-yeon                     |
| 2008 (29th) | Moon So-ri        | Forever the Moment                 | 우리 생애 최고의 순간           | Han Mi-sook                     |
| 2008 (29th) | Soo Ae            | Tình yêu thời chiến                | 님은 먼곳에                     | Soon-yi/Sunny                   |
| 2009 (30th) | Ha Ji-won ‡       | Vươn tới thiên đàng                | 내 사랑 내 곁에                 | Lee Ji-soo                      |
| 2009 (30th) | Choi Kang-hee     | Goodbye Mom                        | 애자                            | Park Ae-ja                      |
| 2009 (30th) | Kim Ha-neul       | My Girlfriend Is an Agent          | 7급 공무원                      | Ahn Soo-ji                      |
| 2009 (30th) | Kim Hye-ja        | Mother                             | 마더                            | Mother                          |
| 2009 (30th) | Kim Ok-bin        | Thirst                             | 박쥐                            | Tae-ju                          |
| 2010s       |                   |                                    |                                 |                                 |
| 2010 (31st) | Yoon Jeong-hee ‡  | Thi ca                             | 시                              | Yang Mi-ja                      |
| 2010 (31st) | Soo Ae ‡          | Tần số kinh hoàng                  | 심야의 FM                       | Ko Sun-young                    |
| 2010 (31st) | Jeon Do-yeon      | Cô hầu gái                         | 하녀                            | Eun-yi                          |
| 2010 (31st) | Kim Yoon-jin      | Đứa trẻ trong nhà giam             | 하모니                          | Hong Jeong-hye                  |
| 2010 (31st) | Seo Young-hee     | Bước đường cùng                    | 김복남 살인사건의 전말          | Kim Bok-nam                     |
| 2011 (32nd) | Kim Ha-neul ‡     | Nhân chứng mù                      | 블라인드                        | Min Soo-ah                      |
| 2011 (32nd) | Choi Kang-hee     | Hoạt hình người lớn                | 쩨쩨한 로맨스                   | Han Da-rim                      |
| 2011 (32nd) | Jung Yu-mi        | Buộc phải im lặng                  | 도가니                          | Seo Yoo-jin                     |
| 2011 (32nd) | Kim Hye-soo       | Villain and Widow                  | 이층의 악당                     | Hyun-joo                        |
| 2011 (32nd) | Thang Duy         | Thu muộn                           | 만추                            | Anna                            |
| 2012 (33rd) | Im Soo-jung ‡     | Yêu vợ tôi đi                      | 내 아내의 모든 것               | Yeon Jung-in                    |
| 2012 (33rd) | Gong Hyo-jin      | Tiểu thuyết tình yêu               | 러브 픽션                       | Lee Hee-jin                     |
| 2012 (33rd) | Jo Min-su         | Pietà                              | 피에타                          | Jang Mi-sun                     |
| 2012 (33rd) | Kim Min-hee       | Vô vọng                            | 화차                            | Kang Seon-yeong/Cha Gyeong-seon |
| 2012 (33rd) | Uhm Jung-hwa      | Nữ hoàng khiêu vũ                  | 댄싱퀸                          | Jung-hwa                        |
| 2013 (34th) | Han Hyo-joo ‡     | Truy lùng siêu trộm                | 감시자들                        | Ha Yoon-joo                     |
| 2013 (34th) | Kim Min-hee       | Oan gia tình                       | 연애의 온도                     | Jang Young                      |
| 2013 (34th) | Moon Jung-hee     | Trò chơi trốn tìm                  | 숨바꼭질                        | Joo-hee                         |
| 2013 (34th) | Uhm Ji-won        | Hy vọng                            | 소원                            | Kim Mi-hee                      |
| 2013 (34th) | Uhm Jung-hwa      | Truy đuổi                          | 몽타주                          | Ha-kyung                        |
| 2014 (35th) | Chun Woo-hee ‡    | Han Gong-ju                        | 한공주                          | Han Gong-ju                     |
| 2014 (35th) | Jeon Do-yeon      | Đường về nhà                       | 집으로 가는 길                  | Song Jeong-yeon                 |
| 2014 (35th) | Kim Hee-ae        | Sát nhân học đường                 | 우아한 거짓말                   | Hyun-sook                       |
| 2014 (35th) | Shim Eun-kyung    | Ngoại già tuổi đôi mươi            | 수상한 그녀                     | Oh Doo-ri                       |
| 2014 (35th) | Son Ye-jin        | Đồng phạm                          | 공범                            | Jung Da-eun                     |
| 2015 (36th) | Lee Jung-hyun ‡   | Alice in Earnestland               | 성실한 나라의 앨리스            | Soo-nam                         |
| 2015 (36th) | Han Hyo-joo       | Người yêu tôi là ai?               | 뷰티 인사이드                   | Yi-soo                          |
| 2015 (36th) | Jeon Do-yeon      | Tên vô lại                         | 무뢰한                          | Kim Hye-kyung                   |
| 2015 (36th) | Jun Ji-hyun       | Sứ mệnh truy sát                   | 암살                            | Ahn Okyun / Mitsuko             |
| 2015 (36th) | Kim Hye-soo       | Phố người Hoa                      | 차이나타운                      | Ma Woo-hee / Mother             |
| 2016 (37th) | Kim Min-hee ‡     | Cô hầu gái                         | 아가씨                          | Lady/Izumi Hideko               |
| 2016 (37th) | Han Ye-ri         | Worst Woman                        | 최악의 하루                     | Eun-hee                         |
| 2016 (37th) | Kim Hye-soo       | Kế hoạch thoát ế                   | 굿바이 싱글                     | Go Joo-yeon                     |
| 2016 (37th) | Son Ye-jin        | Công chúa cuối cùng                | 덕혜옹주                        | Công chúa Deokhye               |
| 2016 (37th) | Youn Yuh-jung     | The Bacchus Lady                   | 죽여주는 여자                   | So-young                        |
| 2017 (38th) | Na Moon-hee ‡     | Tiếng Anh là chuyện nhỏ            | 아이 캔 스피크                  | Na Ok-bun                       |
| 2017 (38th) | Gong Hyo-jin      | Missing                            | 미씽: 사라진 여자               | Han Mae / Kim Yeon              |
| 2017 (38th) | Kim Ok-bin        | The Villainess                     | 악녀                            | Sook-hee / Chae Yeon-soo        |
| 2017 (38th) | Moon So-ri        | The Running Actress                | 여배우는 오늘도                 | Moon So-ri                      |
| 2017 (38th) | Yum Jung-ah       | Kẻ bắt chước                       | 장산범                          | Hee-yeon                        |
| 2018 (39th) | Han Ji-min ‡      | Cô Baek                            | 미쓰백                          | Baek Sang-ah                    |
| 2018 (39th) | Esom              | Microhabitat                       | 소공녀                          | Miso                            |
| 2018 (39th) | Kim Hee-ae        | Herstory                           | 허스토리                        | Moon Jung-sook                  |
| 2018 (39th) | Kim Tae-ri        | Khu rừng nhỏ                       | 리틀 포레스트                   | Song Hye-won                    |
| 2018 (39th) | Park Bo-young     | Ngày em đẹp nhất                   | 너의 결혼식                     | Hwan Seung-hee                  |
| 2019 (40th) | Cho Yeo-jeong ‡   | Ký sinh trùng                      | 기생충                          | Mrs. Park                       |
| 2019 (40th) | Go Ah-sung        | A Resistance                       | 항거:유관순 이야기              | Yu Gwan-sun                     |
| 2019 (40th) | Kim Hye-soo       | Default                            | 국가부도의 날                   | Han Shi-hyeon                   |
| 2019 (40th) | Im Yoon-ah        | Lối thoát trên không               | 엑시트                          | Eui-joo                         |
| 2019 (40th) | Jeon Do-yeon      | Birthday                           | 생일                            | Soon-nam                        |

### 2020s

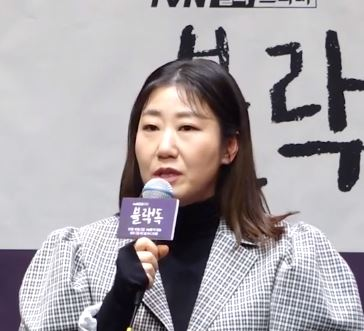
Ra Mi-ran đoạt giải nhờ vai diễn trong phim Bà hoàng nói dối

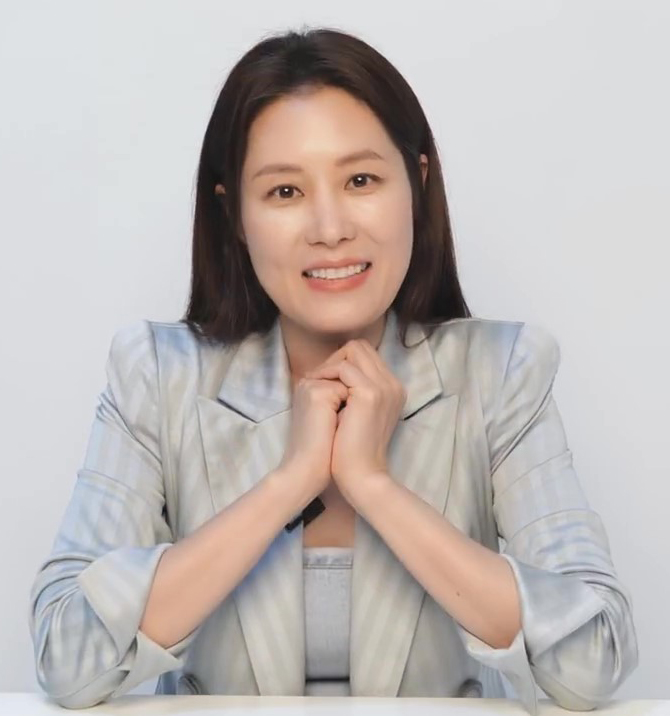
Moon So-ri đoạt giải nhờ bộ phim Three Sisters

| Năm         | Người Chiến Thắng | Phim                         | Tựa Tiếng Hàn                 | Vai Diễn       |
| ----------- | ----------------- | ---------------------------- | ----------------------------- | -------------- |
| 2020 (41st) | Ra Mi-ran         | Bà hoàng nói dối             | 정직한 후보                   | Joo Sang-sook  |
| 2020 (41st) | Kim Hee-ae        | Moonlit Winter               | 윤희에게                      | Yoon-hee       |
| 2020 (41st) | Shin Min-a        | Diva                         | 디바                          | Lee Young      |
| 2020 (41st) | Jeon Do-yeon      | Beasts Clawing at Straws     | 지푸라기라도 잡고 싶은 짐승들 | Yeon-hee       |
| 2020 (41st) | Jung Yu-mi        | Kim Ji-young 1982            | 82년생 김지영                 | Kim Ji-young   |
| 2021 (42nd) | Moon So-ri        | Three Sisters                | 세 자매                       | Mi-yeon        |
| 2021 (42nd) | Jeon Jong-seo     | The Call                     | 콜                            | Oh Young-sook  |
| 2021 (42nd) | Jeon Yeo-been     | Đêm nơi thiên đường          | 낙원의 밤                     | Kim Jae-yeon   |
| 2021 (42nd) | Im Yoon-ah        | Phép màu: Thư gửi tổng thống | 기적                          | Song Ra-hee    |
| 2021 (42nd) | Kim Hye-soo       | Di nguyện bí ẩn              | 내가 죽던 날                  | Kim Hyeon-soo  |
| 2022 (43rd) | Thang Duy         | Quyết tâm chia tay           | 헤어질 결심                   | Seo rae        |
| 2022 (43rd) | Yum Jung-ah       | Life Is Beautiful            | 인생은 아름다워               | Oh Se-yeon     |
| 2022 (43rd) | Im Yoon-ah        | Đặc vụ xuyên quốc gia        | 공조2: 인터내셔날             | Park Min-young |
| 2022 (43rd) | Chun Woo-hee      | Anchor                       | 앵커                          | Jung Se-ra     |
| 2022 (43rd) | Park So-dam       | Quái xế giao hàng            | 특송                          | Jang Eun-ha    |

## Kỷ lục
| Chiến thắng | Nữ diễn viên   |
| ----------- | -------------- |
| 3           | Kim Hye-soo    |
| 3           | Yoon Jeong-hee |
| 2           | Moon Jung-suk  |
| 2           | Jang Jin-young |
| 2           | Jeon Do-yeon   |

| Đề cử | Nữ diễn viên  |
| ----- | ------------- |
| 15    | Jeon Do-yeon  |
| 9     | Kim Hye-soo   |
| 8     | Kang Soo-yeon |
| 6     | Choi Jin-sil  |
| 5     | Kim Ha-neul   |